# Navajo Creek
Der Navajo Creek ist ein rund 87 Kilometer langer Zufluss des Lake Powell im Coconino County im Norden des US-Bundesstaates Arizona. Er durchfließt mehrere Slot Canyons und führt das ganze Jahr über Wasser. Teile des Unterlaufs gehören zur Glen Canyon National Recreation Area.

## Verlauf
Der Navajo Creek entspringt etwas nördlich der Arizona State Route 98 zwischen Kaibito und Shonto im Binne Etteni Canyon. Nur wenig später, an der Einmündung des Nitsin Canyon, passiert er das Pueblo Inscription House, das zum Navajo National Monument gehört. Er durchquert nun einen meist breiten Canyon in nördlicher Richtung bis zur Mündung des Far End Canyon, wo er einen Bogen in westliche Richtung macht. Der Canyon, der ab hier Navajo Canyon heißt, wird nun immer enger und bleibt eng bis zu seiner Mündung in den Lake Powell östlich von Page. Der wichtigste Nebenfluss ist der Kaibito Creek, der kurz vor der Mündung von links auf den Navajo Creek trifft.